# Karl Emerich Krämer
Karl Emerich Krämer (Pseudonyme: André Forban, George Forestier, Georg Jontza, G. G. Rustesch, Gerhard Rustesch, Sebastian Steegh; * 31. Januar 1918 in Düsseldorf; † 28. Februar 1987 ebenda) war ein deutscher Dichter und Schriftsteller.

## Leben
Karl Emerich Krämer war der Sohn eines Ingenieurs. Bereits 1932 trat er der Hitlerjugend bei. 1934 bis 1935 leistete er Volontariate bei der Kölner Zeitung und bei der Rheinischen Landeszeitung ab. 1937 holte er als Externer das Abitur nach und begann ein Studium der Germanistik und Staatswissenschaft an den Universitäten in Bonn und Frankfurt am Main. Bis zum Beginn des Krieges wurden mehrere Werke von ihm veröffentlicht, die wegen ihrer linientreuen nationalsozialistischen Gesinnung ausdrückliche staatliche Förderung erfuhren. 1939 unterbrach Krämer sein Studium und nahm als Soldat am Zweiten Weltkrieg teil. Nach einer schweren Verwundung an der Ostfront im Jahr 1943 wurde er zuerst zu einem Generalkommando nach Nürnberg versetzt, danach als Bannführer der Hitler-Jugend nach Würzburg. Als Bannführer der Hitlerjugend gab er mit eigenen Gedichten versehene „Fahnen- und Kampfsprüche“ für die Hitler-Jugend heraus. Bei Kriegsende war er Sonderbeauftragter beim Oberkommando der Wehrmacht, was ihm eine Internierung durch die Alliierten bis Mai 1946 in einem Lager bei Hersbruck einbrachte. Trotz eines ihm auferlegten Schreibverbots publizierte Krämer in den folgenden Jahren eine Reihe von Lyrikbänden, Laien- und Hörspielen.
1949 schloss er sein Studium an der Universität Bonn mit der Promotion ab. 1950 wurde er Herstellungsleiter und Lektor im Düsseldorfer Diederichs-Verlag. Ab 1953 war Krämer Prokurist des Düsseldorfer Rauch-Verlages und veröffentlichte kulturgeschichtliche Bücher über das Rheinland und Westfalen.

### Pseudonym „George Forestier“
1952 erschien im Düsseldorfer Diederichs-Verlag der Gedichtband „Ich schreibe mein Herz in den Staub der Straße“. Er enthielt expressionistisch angehauchte, von Federico García Lorca beeinflusste und in einem äußerst eingängigen Ton gehaltene Gedichte, die angeblich aus dem Nachlass eines 1921 geborenen, deutsch-französischen Fremdenlegionärs namens George Forestier stammten, von dem behauptet wurde, er sei 1951 in Indochina verschollen. Das Buch entwickelte sich zu einem der größten Lyrik-Erfolge der deutschen Nachkriegsliteratur, ein zweiter Band mit Forestier-Gedichten unter dem Titel „Stark wie der Tod ist die Nacht, ist die Liebe“ sowie eine Auswahl von Briefen folgten, ehe der Verleger Peter Diederichs 1955 die Mystifikation beendete und Krämer zugeben musste, selbst Verfasser der Werke „Forestiers“ zu sein. Nach der allgemeinen Begeisterung, auf die die Forestier-Gedichte auch bei der Literaturkritik gestoßen waren, war nun von einem Skandal die Rede; vor allem die seriösen Kritiker fühlten sich düpiert und stellten Krämer für die Zukunft ins Abseits.
Krämer veröffentlichte weiterhin Gedichte unter dem Namen „George Forestier“, mit denen er jedoch nie wieder an den Erfolg der frühen 1950er anknüpfen konnte.

## Werke (Auswahl)

### Als Autor
Jugendbücher
- Treue um Treue. Sechs Erzählungen von Königen und Helden.Union Deutsche VG, Stuttgart 1936 (Wimpel-Bücher).
- Wenn es schneit. Kinderverse. Verlag der Quell, Münster i.W. 1948.
- Wieder strahlt der Weihnachtsstern. Für Kinder. Hoch-Verlag, Düsseldorf 1958.

Lyrik
- als Autor und Hrsg.: Fahnensprüche. Hrsg. vom Kriegsbetreuungsdienst der Hitlerjugend Gebiet Mainfranken (39). Georg Graßer (Druck), Würzburg 1944, eigene Gedichte: S. 6, 10, 21, 26, 27, 30 und 33.
- Bitte gehorsamst, melden zu dürfen. Die Lieder des Obergefreiten Rustesch. Beichner-Verlag, Zürich 1955 (unter dem Namen Gerhard Rustesch).
- Immer stiller wird das Herz. Steffen-Verlag, Limburg/Lahn 1951.
- In meiner Stadt, in meinem Land. Düsseldorf und der Niederrhein; Gedichte. Droste Verlag, Düsseldorf 1968.
- Mit beiden Händen. Gedichte und Balladen. Vier Falken Verlag, Düsseldorf 1947.
- Qualmenkallen. Nonsensverse aus dem Kleingarten der Lüste. Argus-Verlag, Opladen 1973, ISBN 3-920337-08-5 (unter dem Namen G. G. Rustesch).
- Tore, die ein anderer schießt. einwürfe beim Fußballspiel. Argus-Verlag, Opladen 1974, ISBN 3-920337-22-0 (unter dem Namen G. G. Rustesch).

Prosa
- Im Regen, der über Europa fällt. Roman. Bourg-Verlag, Düsseldorf 1953 (unter dem Namen Georg Jontza).
- Rheinische Erzbischofsgeschichten. Limes-Verlag, Wiesbaden 1985, ISBN 3-8090-2230-6.
- Zwei Frauen. Eve und Germaine; Roman. Bourg-Verlag, Düsseldorf 1954 (unter dem Namen André Forban).

Sachbücher
- Bergische Burgenfahrt. Mercator-Verlag, Duisburg 1971 (illustriert von Eva Umscheid).
- Burgen in und um Aachen. Mercator-Verlag, Duisburg 1983, ISBN 3-87463--113-3 (illustriert von Eva Umscheid).
- Burgen in und um Düsseldorf. Mercator-Verlag, Duisburg 1980, ISBN 3-87463-090-0 (illustriert von Eva Umscheid).
- Burgen in und um Krefeld. Mercator-Verlag, Duisburg 1981, ISBN 3-87463-091-9 (illustriert von Eva Umscheid).
- Burgenfahrt durchs Münsterland. Verlag Schwarze, Wuppertal 1975 (illustriert von Eva Umscheid).
- Burgenfahrt zum Niederrhein. Verlag Schwarze, Wuppertal 1978 (illustriert von Eva Umscheid).
- Die Entwicklung des Industrie-Volkstums an Rhein und Ruhr besonders im Spiegel der zeitgenössischen Literatur. Dissertation, Universität Bonn 1949.
- Durchs Düsseltal nach Düsseldorf. Mercator-Verlag, Duisburg 1968 (illustriert von Eva Umscheid).
- Die große Straße von Aachen bis Helmstedt. Mercator-Verlag, Duisburg 1972 (illustriert von Eva Umscheid).
- Im grünen Land der Niers. Mercator-Verlag, Duisburg 1969 (illustriert von Eva Umscheid).
- Kirchen und Klöster am Niederrhein. Mercator-Verlag, Duisburg 1980, ISBN 3-87463-078-1 (illustriert von Eva Umscheid).
- Koblenz und der Mittelrhein in alten Ansichten. Verlag Kunst & Wohnen, Wuppertal 1981.
- Mercator. Eine Biographie. Mercator-Verlag, Duisburg 1980, ISBN 3-87463-088-9.
- Mönchengladbach. Kaleidoskop einer Stadtlandschaft. Verlag Schwarze, Wuppertal-Barmen 1974 (illustriert von Eva Umscheid).
- Das Münsterland vor meiner Tür. Otto Pankok und die Droste. Otto Pankok Museum, Hünxe-Drevenack 1980 (ein Vortrag).
- Niederrheinische Burgenfahrt. Mercator-Verlag, Duisburg 1969 (illustriert von Eva Umscheid).
- Romantische Ansichten rheinischer Städte und Burgen von Düsseldorf bis Breisach. Verlag Schwarze, Wuppertal 1982.
- Das Ruhrgebiet in alten Städteansichten. Verlag Kunst & Wohnen, Wuppertal 1980.
- Das Ruhrtal in Westfalen. Mercator-Verlag, Duisburg 1969 (illustriert von Eva Umscheid).
- Die schöne Ruhr. Verlag Schwarze, Wuppertal-Barmen 1969 (illustriert von Eva Umscheid).
- Die stummen Zeugen. Historische Stätten des Niederrheins. Mercator-Verlag, Duisburg 1971 (illustriert von Eva Umscheid).
- Unbekanntes Westmünsterland. Mercator-Verlag, Duisburg 1977 (illustriert von Eva Umscheid).
- Unser Münsterland farbig. Mercator-Verlag, Duisburg 1983, ISBN 3-87463-101-X (illustriert von Eva Umscheid).
- Das untere Ruhrtal. Von Essen bis Duisburg. Mercator-Verlag, Duisburg 1970 (illustriert von Eva Umscheid).
- Von Brühl bis Kranenburg. Burgen, Schlösser, Tore und Türme, die man besichtigen kann. Mercator-Verlag, Duisburg 1979, ISBN 3-87463-074-9 (zusammen mit Eva Umscheid).
- Von Burg zu Burg durch den Westerwald. Mercator-Verlag, Duisburg 1982, ISBN 3-87463-107-9 (illustriert von Eva Umscheid).
- Von Burg zu Burg durchs Ruhrgebiet. Mercator-Verlag, Duisburg 1981

1. 1981, ISBN 3-87463-097-8.
2. 1981, ISBN 3-87463-098-6.

- Von Burg zu Burg am Niederrhein. Mercator-Verlag, Duisburg (illustriert von Eva Umscheid).

1. 1973.
2. 1980, ISBN 3-87463-076-5.

- Von Burg zu Burg durch die Eifel. Mercator-Verlag, Duisburg 1976 (illustriert von Eva Umscheid).
- Von Burg zu Burg in Westfalen. Mercator-Verlag, Duisburg 1975 (illustriert von Eva Umscheid).
- Von Burg zu Burg zwischen Köln und Aachen. Mercator-Verlag, Duisburg 1979, ISBN 3-87463-117-6 (illustriert von Eva Umscheid).
- Von Burg zu Burg zwischen Köln und Siegen. Mercator-Verlag, Duisburg 1981, ISBN 3-87463-093-5 (illustriert von Eva Umscheid).
- Westfälische Burgenfahrt. Mercator-Verlag, Duisburg 1968 (illustriert von Eva Umscheid).
- Winter in Viechtach. Büchner Verlag, Düsseldorf 1970 (unter dem Namen Sebastian Steegh; illustriert von Idelore Tettau).

Theaterstücke
- Bruder Tod. ein Spiel in Wirklichkeit und Traum. Buchner Verlag, München 1948 (Laien-Spiele; 48).
- Gestern, heute, morgen. Ein Advent- und Vorweihnachtsspiel. Buchner-Verlag, München 1967.
- Der Hauptmann und sein Knecht. ein Passionsspiel. Verlag Glock & Lutz, Nürnberg 1952 (Nürnberger Spiele; 54).
- Das Licht über der Düne. Ein Spiel in fünf Geschehen. Verlag Höfling, München 1953.
- Der rote Mantel. ein bekennendes Spiel junger Menschen. Don-Bosco-Verlag, München 1950.
- Tür der Gnade. Ein Jungmannspiel zur Weihnachtszeit. Don-Bosco-Verlag, München 1951.
- Volk, deine Feuer brennen wieder. NS-Theaterbund Bonn 1938[2]
- Der Weg zum Glück. Ein Märchenspiel. Matthias-Grünewald-Verlag, Mainz 1950 (Die Spiel-Schatztruhe; 54).
- Die Zaubergeige. Ein fröhliches Volksspiel. Bärenreiter-Verlag, Kassel 1949 (Laien-Spiele; 60).

### Als Bearbeiter
- Die Rosenstadt. Märchen europäischer Länder. Verlag der Europäischen Bücherei, Bonn 1948.
- Nikolai Semjonowitsch Leskow: Der fremde Gast. Erzählspiel. Bärenreiter-Verlag, Kassel 1950 (Laien-Spiele; 87).
- Fahnensprüche, herausgegeben vom Kriegsbetreuungsdienst der Hitlerjugend Gebiet Mainfranken, Würzburg (Georg Graßer) 1944.

### Als Herausgeber
- Svend Fleuron: Unsere Freunde die Tiere. Die schönsten Tiergeschichten. Diederichs Verlag, Düsseldorf 1952.
- Land unserer Liebe. Ostdeutsche Gedichte. Diederichs Verlag, Düsseldorf 1953 (Deutscher Osten; 8).
- Ostdeutsche Balladen. Diederichs Verlag, Düsseldorf 1953 (Deutscher Osten; 9).

### Als Übersetzer
- Nico Jesse: Lob der Riviera („De Franse Rivera“). Büchner Verlag, Darmstadt 1957.
- Paul Julien: Lagerfeuer am Äquator („Kampvuren langs de evenaar“). Brockhaus Verlag, Wiesbaden 1950 (zusammen mit Leo Delfos).
- Adam Ważyk: Ein Gedicht für Erwachsene. Verse, die den Aufstand Warschaus einleiteten. Büchner Verlag, Darmstadt 1957 (zusammen mit Zbigniew Majewski).

### Unter dem Namen George Forestier
- Als hätten meine Fingerspitzen Augen. Verlag Bläschke, Darmstadt 1972.
- Am Ende der Straßen bleibt jeder allein. Ausgewählte Gedichte. Argus-Verlag, Opladen 1974, ISBN 3-920337-16-6.
- Bericht vom Kind, vom Sarg und vom Hund. Argus-Verlag, Opladen 1973, ISBN 3-920337-14-X.
- Biblische Gedichte. Bechtle-Verlag, München 1968 (Bechtle-Lyrik; 16).
- Briefe an eine Unbekannte. Büchner Verlag, Darmstadt 1955.
- Dein Gesicht verläßt mich nicht. Neue Gedichte. Verlag Gilles & Francke, Duisburg 1979.
- Die Frauen vom Rhein. Limes-Verlag, Wiesbaden 1987, ISBN 3-8090-2252-7 (unter dem Namen K. E. Krämer-Forestier)
- Gesammelte Gedichte. Bechtle-Verlag, München 1969.
- Glasgestalt und Nachtgeländer. Bechtle-Verlag, München 1966.
- Hätt ich das Wort das Wahrheit heißt. Neue Gedichte. Limes-Verlag, Wiesbaden 1985, ISBN 3-8090-2228-4.
- Ich schreibe mein Herz in den Staub der Straße. Limes-Verlag, Wiesbaden 1986, ISBN 3-8090-2236-5 (Nachdr. d. Ausg. Düsseldorf 1952).
- Kain, Moses und andere. Argus-Verlag, Opladen 1973, ISBN 3-920337-09-3.
- Nur der Wind weiß meinen Namen. Neue Lieder und Gedichte. Büchner Verlag, Darmstadt 1961.
- Stark wie der Tod ist die Nacht, ist die Liebe. Diederichs Verlag, Düsseldorf 1954.
- Wo ist die Freiheit von der ihr sprecht. Orion-Heimreiter-Verlag, Heusenstamm/Offenbach 1974.